# Denisa Soare
Prezentare generală 
Denisa Elena Soare (n. 1 iunie 2003, Drobeta-Turnu Severin, România) este un model român, studentă la Universitatea din București și participantă în mai multe competiții internaționale de frumusețe.

Biografie
Denisa Elena Soare s-a născut la 1 iunie 2003, în Drobeta-Turnu Severin, România. A urmat în paralel două programe de licență: Facultatea de Litere din Drobeta-Turnu Severin (pe care a absolvit-o în iulie 2025) și Facultatea de Drept din cadrul Universității din București, unde este în prezent studentă.
Datorită pasiunii sale pentru educație, Denisa a reușit să îmbine studiile umaniste cu cele juridice, având rezultate notabile în ambele domenii.

Carieră în modelling
Denisa a început cariera de model având numeroase apariții importante precum: prezentare Cătălin Botezatu, model la Bukarest Fashion Week , participând la numeroase concursuri naționale și internaționale de frumusețe. Printre titlurile obținute se numără:
- Finalistă la Miss Universe România 2024
- Câștigătoare a titlului internațional Regina d’Europa – Miss Gambe
- Câștigătoarea a competiției Miss Harmony România   https://famost.ro/revista-famost-iunie-2025/ pagina 36-37

A apărut în publicații internaționale, inclusiv în presa din Turcia, unde a fost descrisă în articolul intitulat „Frumusețe fatală și minte de diamant”.
Denisa Soare este cunoscuta sub denumirea de Deni Sun sau Denysun, ea creează conținut pe Tik-Tok unde are o comunitate frumoasă.
https://www.tiktok.com/@denysun?_t=ZN-8y2ztCzrxcE&_r=1
Surse: 
https://www.mansetmarmara.com/haber-denisa-soare-olumcul-guzellik-ve-elmas-gibi-bir-zihin-9487.html
1. ↑  Aksiyon, Project Manager and Developer Web. „Denisa Soare Ölümcül Güzellik ve Elmas Gibi Bir Zihin” (în Turkish). www.mansetmarmara.com. Accesat în 15 iulie 2025.